# باك فور بلود
باك فور بلود (بالإنجليزية: Back 4 Blood)‏ هي لعبة تصويب منظور الشخص الأول جماعية من تطوير شركة تورتل روك ستوديوز ونشر وارنر برذرز إنترآكتيف إنترتيمنت. صدرت اللعبة في 12 أكتوبر 2021 على منصات مايكروسوفت ويندوز، بلاي ستيشن 4، بلاي ستيشن 5، إكس بوكس ون وإكس بوكس سيريس إكس وسيريس أس.